# Судано-эритрейские отношения
Судано-эритрейские отношения — двусторонние дипломатические отношения между Суданом и Эритреей. Протяжённость государственной границы между странами составляет 682 км.

## История
Судан поддерживал Эритрею в ходе войны за независимость от Эфиопии. В этот период времени суданские власти оказывали помощь как Фронту освобождения Эритреи, так и Народному фронту освобождения Эритреи. В 1989 году Омар аль-Башир захватил власть в Судане с помощью Национального исламского фронта (НИФ) во главе с Хасаном ат-Тураби. Национальный исламский фронт поддерживал движение Эритрейского исламского джихада, которое вело кампанию против Народного фронта освобождения Эритреи и вооружённых сил этой страны с целью привести к власти исламские правительства на всей территории Африканского Рога. В декабре 1991 года Судан направил официального представителя в Эритрею и примерно в это же время отказался от поддержки Фронта освобождения Эритреи, закрыв их представительство в Судане.
В августе 1994 года Эритрея и Судан подписали декларацию об обеспечении невмешательства во внутренние дела друг друга. Однако вскоре эритрейское правительство обвинило суданские власти в том, что они позволили боевикам Эритрейского исламского джихада проникнуть среди эритрейских беженцев, возвращающихся из Судана. В декабре 1994 года Эритрея разорвала дипломатические отношения с Суданом. В июне 1995 года Народный фронт за демократию и справедливость организовал конференцию суданских оппозиционных сил в Асмэре, в ходе которой была возобновлена деятельность Национального демократического союза Судана, который выступает против режима президента Омара аль-Башира. Штаб-квартира Национального демократического союза была размещена в бывшем суданском посольстве в Асмэре, а в западной части Эритреи были созданы военные учебные лагеря для боевиков этой организации. В январе 1997 года НДС начал вооружённую борьбу на границе Эритреи и Судана. В июне того же года эритрейское правительство обвинило Судан в планировании убийства президента страны Исайяса Афеворки.
В конце 1999 года страны возобновили мирные отношения благодаря дипломатическим усилиям Катара. Но несмотря на это, Судан позволил эфиопским войскам использовать суданскую территорию и воздушное пространство во время Эфиопо-эритрейского конфликта. В ответ Эритрея вновь начала оказывать помощь НДС, а также поддержала повстанческие силы в Дарфуре и Народно-освободительное движение Судана. В январе 2005 года было подписано Найвашское соглашение между правительством Судана и НОДС, Эритрея стала одним из посредников при подписании соглашения, что способствовало возобновлению дипломатических отношений между двумя странами.
В 2000-х годах отношения между странами серьёзно улучшились. Президенты обеих стран обменялись официальными государственными визитами в столицы друг друга. В октябре 2011 года президент Судана Омар аль-Башир официально объявил о прекращении враждебности в отношениях между двумя странами. В июне 2013 года переговоры между президентами этих стран привели к подписанию соглашению о создании зоны свободной торговли вдоль их общей границы, продлению автомобильной дороги из Эритреи до Порт-Судана и обеспечению электроснабжения от электростанций в Судане городов в западной части Эритрие. В мае 2014 года Исайяс Афеворки посетил Хартум, где он провел встречу с Омаром аль-Баширом и подписал новое торговое соглашение. Во время визита президент Эритреи посетил нефтеперерабатывающий завод Аль-Джейли и заявил, что Судан согласился поставлять Эритрее топливо в рамках своей политике по активизации экономического сотрудничества между странами. Для Эритреи, учитывая ее враждебные отношения с соседними Эфиопией и Джибути, дружба с Суданом предоставляет ей единственную возможность для доставки всех видов товаров по суше. В 2015 году Судан официально поддержал Эритрею во время ее дипломатического скандала с соседней Эфиопией.
По оценкам, в Судане насчитывается 116 000 беженцев из Эритреи, которые проживают в лагерях беженцев в восточной части страны. Эти беженцы проживают в Судане более двадцати лет и большинство из них не планирует возвращаться в Эритрею.